# Calyptophilus
Calyptophilus é um género de ave da família Thraupidae.
Este género contém as seguintes espécies:
- Calyptophilus tertius Wetmore, 1929
- Calyptophilus frugivorus (Cory, 1883)